# Мехди Тареми
Мехди Тареми (перс. ‎‎مهدی طارمی, латинизовано: ; Бушер, 18. јул 1992) професионални је ирански фудбалер који примарно игра на позицији нападача, а тренутно наступа за милански Интер.

## Клупска каријера
Тареми је рођен у Бушеру, на југозападу Ирана, граду у ком је започео и професионалну фудбалску каријеру играјући за локалне тимове Шахин Бушер и Иранџаван.  
У лето 2014. прелази у редове једног од најбољих иранских тимова Персеполиса из Техерана, са којим првобитно потписује двогодишњи уговор. Током четири сезоне колико је играо за клуб из техерана, освојио је две титуле националног првака, и један трофеј намењен победнику националног суперкупа. 
У јануару 2018. по први пут напушта Иран и одлази у Катар где потписује уговор на 18 месеци са екипом Ал Гарафе.

## Репрезентативна каријера
За сениорску репрезентацију Ирана дебитовао је 11. јуна 2015. у пријатељској утакмици са селекцијом Узбекистана. Три месеца касније постигао је и своје прве голове у националном дресу против селекције Гвама у квалификацијама за СП 2018. године.
Селектор Карлос Кејроз уврстио га је на списак играча за Светско првенство 2018. у Русији, где је одиграо све три утакмице за свој тим у групи Б.

### Голови за репрезентацију
| №   | Датум              | Место     | Ривал              | Голови | Резултат | Такмичење                 |
| --- | ------------------ | --------- | ------------------ | ------ | -------- | ------------------------- |
| 1.  | 3. септембар 2015. | Техеран   | Гвам               | 2:0    | 6:0      | Квалификације за СП 2018. |
| 2.  | 3. септембар 2015. | Техеран   | Гвам               | 5:0    | 6:0      | Квалификације за СП 2018. |
| 3.  | 8. септембар 2015. | Бангалоре | Индија             | 3:0    | 3:0      | Квалификације за СП 2018. |
| 4.  | 17. новембар 2015. | Тамунинг  | Гвам               | 1:0    | 6:0      | Квалификације за СП 2018. |
| 5.  | 17. новембар 2015. | Тамунинг  | Гвам               | 6:0    | 6:0      | Квалификације за СП 2018. |
| 6.  | 7. јун 2016.       | Техеран   | Киргистан          | 2:0    | 6:0      | Пријатељска утакмица      |
| 7.  | 10. новембар 2016. | Шах Алам  | Папуа Нова Гвинеја | 2:0    | 8:1      | Пријатељска утакмица      |
| 8.  | 23. март 2017.     | Доха      | Катар              | 1:0    | 1:0      | Квалификације за СП 2018. |
| 9.  | 28. март 2017.     | Техеран   | Кина               | 1:0    | 1:0      | Квалификације за СП 2018. |
| 10. | 12. јун 2017.      | Техеран   | Узбекистан         | 2:0    | 2:0      | Квалификације за СП 2018. |
| 11. | 27. март 2018.     | Грац      | Алжир              | 2:0    | 2:1      | Пријатељска утакмица      |

## Успеси и признања
Персеполис
- Про лига Персијског залива (2) : 2016/17, 2017/18.
- Суперкуп Ирана (1) : 2017.

 Ал Гарафа
- Куп Катара (1) : 2018/19.

 Порто
- Првенство Португала (1) : 2021/22.
- Куп Португала (3) : 2021/22, 2022/23, 2023/24.
- Лига куп Португала (1) : 2022/23.
- Суперкуп Португала (2) : 2020, 2022.

Индивидуална признања
- Најбољи фудбалер Ирана (2) : 2015/16, 2016/17.
- Најбољи нападач Про лиге Персијског залива (3) : 2014/15, 2015/16, 2016/17.
- Најбољи стрелац Про лиге Персијског залива (2) : 2015/16, 2016/17.
- Тим сезоне Про лиге Персијског залива (3) : 2014/15, 2015/16, 2016/17.
- Најбољи стрелац Азадеган лиге (1) : 2013/14.
- Тим сезоне Првенства Португала (3) : 2019/20, 2020/21, 2021/22.
- Најбољи стрелац Првенства Португала (2) : 2019/20, 2022/23.
- Играч сезоне Рио Авеа (1) : 2019/20.